# ブンブン・マギー
『ブンブン・マギー』（原題：The Buzz on Maggie）は、2005年6月に放送開始された、デイブ・ポルスキー製作、デイヴィッド・ワッソン監督（カートゥーンネットワークで、タイム・スクアッドを作った人物）の、ハエの生活を描いたオリジナルコメディアニメシリーズである。
このシリーズは、アメリカ合衆国のディズニーチャンネルで放送されたものの、第1シーズン放送終了後に打ち切りになった。

## 製作
本作のコンセプトはかつて『最'新'絶叫計画』や『サウスパーク』の脚本を務めたことがあるデイブ・ポルスキーが手掛け、全話分の脚本を本作の監督であるデイヴィッド・ワッソンとともに執筆した 。
製作初期に行われたAnimation World Networkとのインタビューにおいて、ポルスキーは、『個性対無個性』と自ら名付けた思春期のコミカルな一面がこの番組で生かされていくだろうと話しており、「マギーは自分の抱えている問題から目をそらさずに計画を実行に移す方法を学ばなくてはありません。この番組において彼女は苦境に立つことなく人生を歩んでいくことはたやすいことではないことを何度も思い知らされることになります。」と話している。
製作総指揮はポルスキーとローラ・パーキンズ・ブリテンが務めた。
ワッソンはマギーのキャラクターデザインも手掛け、アニメーション制作にはAdobe Flashを使った。
ワッソンは過去に映画やCM製作でこのソフトを使ったことがあり、シリーズもののアニメの制作に向いているので今回も採用したと語っており。ディズニーにとっては初めてFlashを完全使用したアニメとなった 。
Kids' WBの『ムーチャ・ルーチャ!』の打ち切りに伴い、『ムーチャ・ルーチャ!』に関わっていた多くのアニメーターが、本作に携わることになった 。
ワッソンによるキャラクターデザインは、テックス・アヴェリー、ワーナー・ブラザース、ウォルト・ディズニーといった黎明期のアニメーターの影響を大きく受けており、ワッソン自身もキャラクターに白い手袋をはめさせたのは彼らの作品に対するオマージュだと、Animation Magazineとのインタビュー内で語っている。その一方で本作のキャラクターデザインは日本のアニメの影響からも受けており、頭や目がとても大きく描かれている。
マギーらがごみ処理場に住んでいるというコンセプトは、視覚を通じて視聴者に伝えやすいものだとワッソンは話している。。アニメーターであるホルヘ・グティエレスがキャラクターデザインのスーパーバイザーを務め、ローマン・ライリーは背景やプロップデザインなどのスーパーバイザーを務めた。アニメーション制作はカナダのバンクーバーにあるバーデル・エンタテインメントとインドのムンバイにあるフューチャー・ソート・プロダクションズが行った。
主題歌としてボブ・ティーレとディロン・オブライエンが製作し、カナダの歌手・スカイ・スウィートナムが歌った "Just the Way I Am"が用いられた。この曲の内容はプライドや受容、リーダーシップをテーマとしたものになっている。劇中音楽はアダム・ベリーが担当した。
チャーリー・アドラーとジェイミー・トーマソンが音響監督を務めた。
主人公マギーの声を当てたジェシカ・ディ・シコは当時新人で、この作品で初めてテレビアニメの主人公役を演じることになり、同年初回放送が行われたLoonatics Unleashedでもメインキャラクターを演じた。
このほかにもデビッド・カウフマンやトム・アドコックス=ヘルナンデス、クリー・サマー、ブライアン・ドイル＝マーレイ、スーザン・トルスキーらが出演し 、出演者の一人であるタラ・ストロングはマギーの宿敵であるドーンのほかにもさまざまなゲストキャラクターの声を当てている。また、これらの声優のほかにもラレイン・ニューマンやジョン・ポリトと言ったゲスト出演者もいる。

## 放送
アメリカ合衆国にてこの番組は2005年6月17日(金)の午後8時に初回放送され、そのあと週末の午後5時半に放送されるようになった。2005年9月17日からは、ABCキッズの放送枠に組み込まれて放送された 。ABCキッズでは午後9時半から放送され、2歳から11歳までのKids枠の視聴率（ニールセン）は1.6/7 を記録した。9際から14歳までのTeen枠では 1.4/7(ニールセン)を記録し、この3か月の間における同時間帯の中で最高の視聴率をたたき出した。
2005年8月、このアニメに参加していたアニメーター・Sean Szelesは、自身のブログで、「『ブンブン・マギー』は実にすばらしいアニメで、美術監督としての仕事やキャラクターも満足のいくものだったが、ディズニーにとってはそんなのはどうでもよかったようだ。残念ながらこれでおしまいだ。」と、このアニメが同じくディズニーチャンネルオリジナル作である『バーバリアン・デイブ』に次いで打ち切られたこと告げた 。『ブンブン・マギー』の最終回は2006年5月27日に放送され、2008年8月まで再放送が行われた。

## 登場人物

### 主要人物
マギー・ペスキー(Maggie Pesky)
声 - 渡辺明乃/英 - ジェシカ・ディ・シコ→ディー・ディー・レッシャー
アルドリン・ペスキー(Aldrin Pesky)
声/英 - デビッド・カウフマン
パパート・ペスキー(Pupert Pesky)
声/英 - トム・アドコックス=ヘルナンデス
ベラ・ペスキー(Bella Pesky)
声/英 - タラ・ストロング
チャウンシー・ペスキー(Chauncy Pesky)
声/英 - ブライアン・ドイル＝マーレイ
フリーダ・ペスキー(Frieda Pesky)
声/英 - スーザン・トルスキー
レイナ・カートフライト(Rayna Cartflight)
声/英 - クリー・サマー

### その他スティッキーフィールドの住人
マリア・モナーク(Maria Monarch)
声 - 細野雅世/英 - タラ・ストロング
ドーン・スワットウォーシー (Dawn　Swatworthy)
声/英 - タラ・ストロング
ジョージ(George)
声/英 - パトリック・ワーバートン
ユージーン&ウェンデル(Eugene&Wendell)
声/英 - ビリー・ウェスト
スネイパーシバル・"スナップ"・カーペンター(Snapercival "Snap" Carpenter)
声/英 -  スコット・ブロック
ペストストリップ校長(Principal Peststrip)
声/英 - ジェフ・ベネット
ウィングストン先生(Mrs. Wingston)
声/英 - キャンディ・ミロ
バグスピット先生(Mr.Bugspit)
声/英 - カーティス・アームストロング
ハッチソン看護師(Nurse Hatchson)
声/英 - キャンディ・ミロ
メルヴィン・ザ・スティンクバグ(Melvin The Stinkbug)
声/英 - ケビン・マイケル・リチャードソン
レーベン(Gym Shorts Kid,Ruben)
声 - 細谷佳正/英 - クリー・サマー
チップ(Chip)
声/英 - キャンディ・ミロ
ラリー(Larry)
ローラ(Laura)
声/英 - ジョディ・ベンソン
レイシー・レディバグ(Lacey Ladybug)
声/英 - ラレイン・ニューマン

## サブタイトル
1. 学園クイーンは誰だ?(The Candidate) / ペットのジャーミー(Germy)
2. ベビーシッターはたいへんだ(Bugsitting) / レストランでアルバイト(Le Termite)
3. ハエネーター(The Flyinator) / ダンスばんさん会(Ladybugged)
4. ファンボールで兄弟対決(Funball) / 科学でAをとるには(The Science Whatchamacallit)
5. スターはつらいよ(The Price of Fame) / ノミ王(King Flear)
6. パジャマパーティーで大騒ぎ(Slumber Party) / スペリング・ビーズがやって来た(Spelling Bees)
7. マギーVS給食のおばさん(Lunch Lady) / 恋人はカメムシ?(Love Stinks)
8. スカムバイツ大売出し(Scum Bites) / 告げ口作戦 (Hooligans)
9. ハエスカウト(Scout of Order) / スクープをつかめ!(Ant Mines)
10. ゼブおじさんの農場(Rottingmuck Ranch) / ベラの大冒険(Bella Con Carny)
11. パイ投げ大作戦(Pieface) / たまり場がほしい(The Hangout)
12. 恋のライバルはレイナ(Hot for Tutor) / 仮病売ります(Sick Days, Inc.)
13. 宿題なんかしたくない(Faking History) / スティッキーフィートを救え!(Bugs on the Brink)
14. 記録書き換え大作戦(The Usual Insects) / CMに出たーい!(Sister Act)
15. お小遣いを値上げして(Those Pesky Roaches) / 舞踏会ぶちこわし作戦(Bugtillion)
16. キングチョコをゲットせよ(The Big Score) / 弱虫は誰だ(Scare Wars) ※ハロウィン・エピソード
17. 超一流になる方法(Training Day) / 病院ボランティア(Honey Striper)
18. こまった妹(Metamorpho Sis) / ナゾのDJピューパート(Radio Free Buzzdale)
19. アライグマ大接近(Racoooon!) / 2人は「ベスト親友賞」(Best Best Friends)
20. 秘密のクロッグ・ダンス(20 Pesky's Unglobbed) / テストから逃げる方法(Club Hopping)
21. シンクロナイズド・フライング(Synchronized Flying) / 家族旅行はどこへ行く(Roach Hotel)

## 主題歌
- スカイ・スウィートナム　"Just The Way I Am"

## スタッフ
- 音声演出 - チャーリー・アドラー
- 音楽 - アダム・ベリー

## 評価

### 受賞・ノミネート
- 第33回アニー賞
  - ホルヘ・グティエレス 『ベラの大冒険』 - ノミネート[16]
- 第33回デイタイム・エミー賞
- 最優秀主題歌賞:スカイ・スウィートナム "Just the Way I Am" - ノミネート[17]。